# لطفی منصوری
لطف‌الله منصوری (۱۵ ژوئن ۱۹۲۹ - ۳۰ اوت ۲۰۱۳)، مشهور به لطفی منصوری، مدیر و کارگردان اپرا است. او از ۱۹۸۸ تا ۲۰۰۱ مدیر اپرای سان فرانسیسکو بود.
او در ۲۵ خرداد ۱۳۰۸ در تهران به دنیا آمد و پدرش حسن منصوری و مادرش مهری جلیلی بود. منصوری در دانشگاه کالیفرنیا در لس انجلس در رشته روان‌شناسی درس خواند و مدتی به تدریس در این رشته پرداخت.
از ۱۹۷۱ تا ۱۹۸۸ مدیر شرکت اپرای کانادا بود و در این مدت روش برنویس را برای نمایش متن اپرانامه، یا ترجمه آن، بر بالای صحنه به کار گرفت. اغلب او را مبتکر این روش می‌دانند.
لطفی منصوری بر اثر بیماری سرطان لوزالمعده در روز ۸ شهریور سال ۱۳۹۲ در سن ۸۴ سالگی در سانفرانسیسکو درگذشت.